# Guimerà
Guimerà település Spanyolországban, Lleida tartományban. Guimerà Montornès de Segarra, Montoliu de Segarra, Vallfogona de Riucorb, Passanant i Belltall, Ciutadilla és Verdú községekkel határos. Lakosainak száma 246 fő (2024).

## Népesség
A település népessége az utóbbi években az alábbiak szerint változott:
| Lakosok száma | 444  | 1468 | 1283 | 922  | 488  | 361  | 334  | 295  | 265  | 246  |
|               | 1717 | 1887 | 1936 | 1960 | 1986 | 2004 | 2009 | 2014 | 2019 | 2024 |